# Longinówka
Longinówka (prononciation [lɔŋɡiˈnufka]) est un village de la gmina de Rozprza, du powiat de Piotrków, dans la voïvodie de Łódź, situé dans le centre de la Pologne.
Il se situe à environ 9 kilomètres au nord-est de Rozprza (siège de la gmina), 4 kilomètres au sud de Piotrków Trybunalski (siège du powiat) et 49 kilomètres au sud de Łódź (capitale de la voïvodie).
Sa population s'élevait à 554 habitants en 2011.

## Administration
De 1975 à 1998, le village était attaché administrativement à l'ancienne voïvodie de Piotrków.

Depuis 1999, il fait partie de la nouvelle voïvodie de Łódź.